# St. Petrus und Marzellinus (Trunstadt)

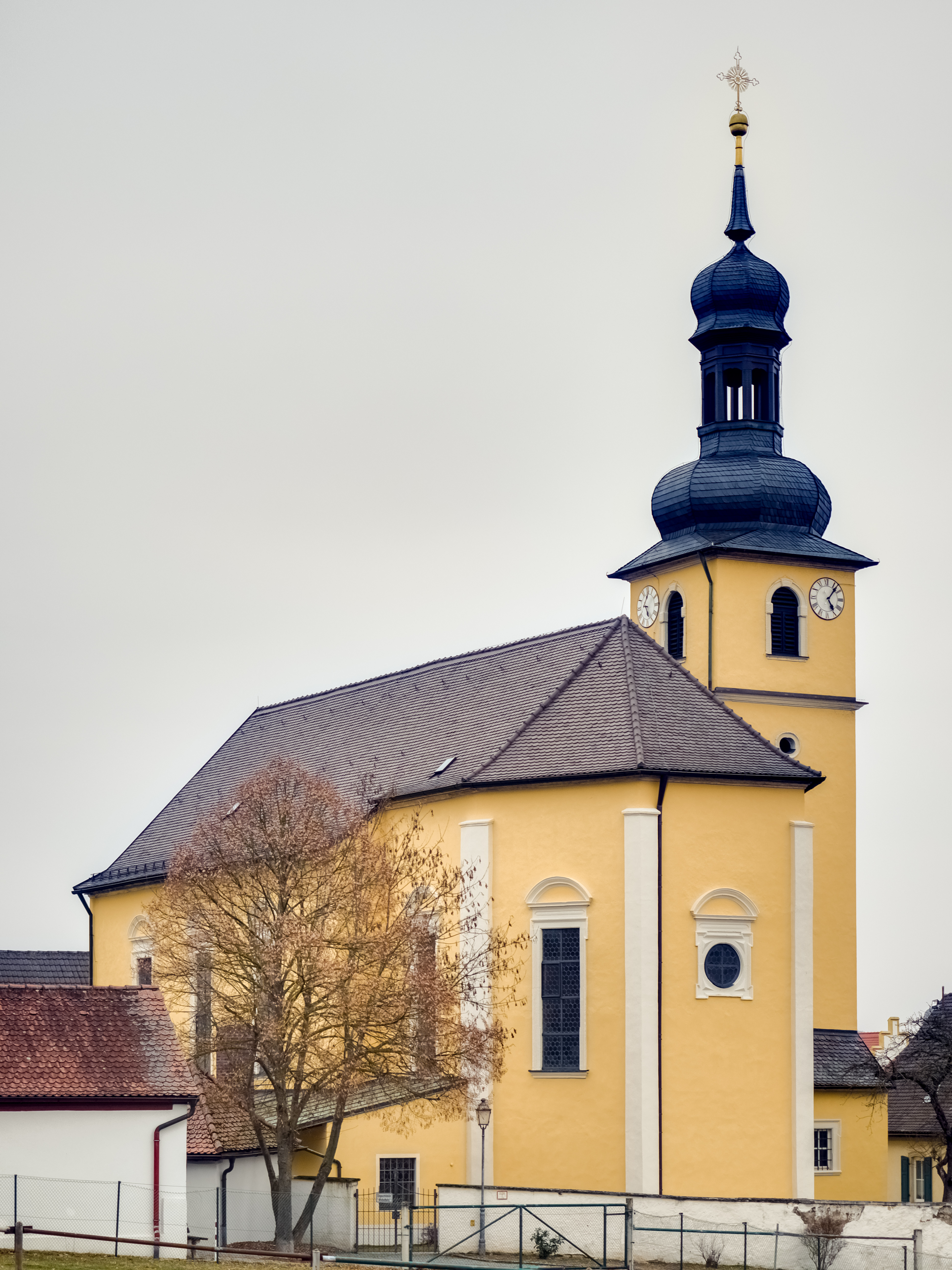
St. Petrus und Marzellinus (Trunstadt)

Die römisch-katholische Pfarrkirche St. Petrus und Marzellinus steht in Trunstadt, einem Gemeindeteil von Viereth-Trunstadt im oberfränkischen Landkreis Bamberg in Bayern. Das denkmalgeschützte Gotteshaus entstand Ende des 17. Jahrhunderts. Die Pfarrei gehört zum Seelsorgebereich Main-Aurach im Dekanat Bamberg des Erzbistums Bamberg.

## Beschreibung
Die Saalkirche wurde 1694–96 erbaut. Sie besteht aus einem Langhaus, einem eingezogenen Chor mit 5/8-Schluss im Osten und einem 33 Meter hohen Chorflankenturm an seiner Nordwand. Die unteren Geschosse sind frühgotisch. Das oberste Geschoss beherbergt die Turmuhr und den Glockenstuhl. Bedeckt ist er mit einer schiefergedeckten Welschen Haube. Die Sakristei wurde in der nordöstlichen Ecke von Chorflankenturm und Chor angebaut. Der Innenraum des Chors ist mit einem Kreuzgewölbe überspannt, der des Langhauses mit einer Flachdecke, die mit Stuck versehen ist. Zur Kirchenausstattung gehören der um 1670 gebaute Hochaltar, der 1812 aus der Jakobskirche Bamberg erworben wurde, und die um 1750 gebaute Kanzel. Eine Vespergruppe entstand um 1520.